# San Luis (Argentina)
San Luis es una ciudad y capital homónima de la provincia de San Luis, Argentina. 
Está ubicada al centro-norte de la provincia y es la más poblada.
Es uno de los principales centros industriales de Argentina. En sus cercanías se encuentran pintorescos paisajes como el Embalse Potrero de los Funes, Salinas del Bebedero, Balde, la Villa de Merlo y Villa Mercedes.

## Historia
Aunque se ha perdido el acta de fundación de la ciudad, y con noticias entrecruzadas de la época, redactadas en diversos documentos manejados con poca prudencia, se han detectado errores en el proceso de fundación de la ciudad, transformándose de este modo en un oasis de leyendas, misterios y cuentos populares, que adoptaron el camino de las repeticiones boca a boca. Sin embargo, más allá del acta desaparecida, aquel proceso de fundación puede ser estudiado y comprendido el día de hoy. Como pasos precursores a la fundación de la ciudad, se menciona un destacamento en Conlara, una ciudad Benavente y un fuerte en el Portezuelo del Chorrillo. 
Se supone que Luis Jufré de Loayza y Meneses, teniente corregidor de Cuyo, la fundó el 25 de agosto de 1594. Tras ser abandonada, fue refundada dos años después y trasladada debido a que el emplazamiento elegido primeramente, al cual se lo denominaba El Bajo, sufría de inundaciones frecuentes debido a su cercanía con el río Chorrillos.
Recientes investigaciones establecen que el verdadero fundador de la ciudad fue Tomás Marín de Poveda junto con los vecinos que conformaban el Cabildo en torno a noviembre del año 1691.
Su denominación en la primera fundación fue la de San Luis de Loyola Nueva Medina de Rioseco. "San Luis" en homenaje a San Luis Rey de Francia, patrono del fundador, "de Loyola" en honor al capitán general de Chile, Don Martín García Oñez de Loyola, quien había ordenado a Jufré fundar la ciudad, y "Nueva Medina de Rioseco" por el lugar de nacimiento de los padres de Luis, Juan Jufré y doña Cándida de Montesa, Medina de Rioseco, municipio ubicado en la provincia de Valladolid, España.
Frecuentemente, esta ciudad de San Luis de Loyola fue mencionada con el nombre «La Punta» o «La Ciudad de La Punta», y más de una vez lo común se suele unir con lo oficial, y se habla de Ciudad de La Punta de San Luis de Loyola, siendo esta última la más aceptable. También, y con relación a uno de los nombres con la que fue conocida, se menciona el de "San Luis de la Punta de los Venados Nueva Medina del Río Seco", aludiendo a que en el territorio había gran cantidad de venados de las pampas. Esto también se refleja en el escudo provincial, que muestra a dos venados enfrentados sobre un fondo montañoso.

### Ciudad moderna

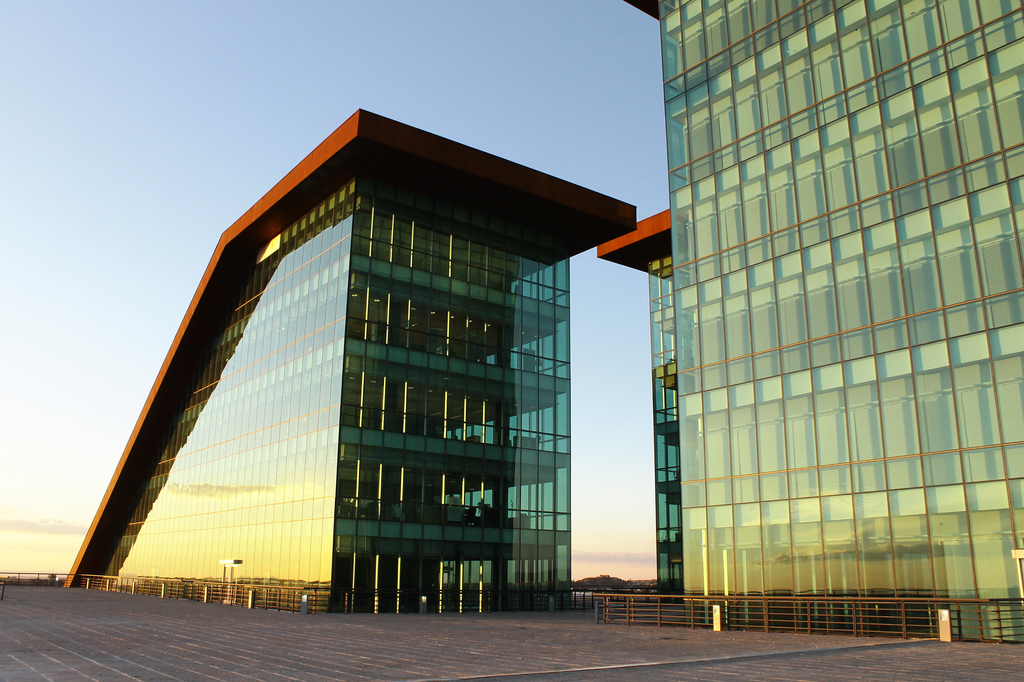
Edificio de Descentralización Administrativa “Terrazas del Portezuelo”.

La ciudad se destaca por su exclusividad en conexiones a Internet que provee a todo el aglomerado de WI-FI gratis, convirtiendo a San Luis junto a Buenos Aires y Marcos Paz en una de las elegidas como finalista entre 150 ciudades inscriptas en América Latina para establecer los distritos que mejores esfuerzos realizan en torno a la digitalización de la administración pública.
Cuenta además, desde 2010, con el primer edificio ecológico público del país, el complejo "Terrazas del Portezuelo" construido en homenaje al Bicentenario de la Revolución de Mayo.
En el año 2014 se inaugura el primer Parque solar fotovoltaico, con una potencia instalada de 1 megawatt y toda la energía que se genere será inyectada a la red eléctrica de media tensión interna del predio de Terrazas del Portezuelo. Generará la suficiente para satisfacer el consumo del sector público. En las casi 4 hectáreas que ocupa, el Parque Solar cuenta con 4080 paneles fotovoltaicos de 250 watts, constituidos cada uno por 60 celdas de silicio policristalino.
En el año 2012 San Luis se inaugura la Estación de Interconexión Regional de Ómnibus, una moderna terminal ubicada entre Av. del Fundador y Ruta 20. Cuenta con tres niveles, subsuelo: Lugar de encomiendas, planta baja: locales comerciales, patio de comidas y microcine. En el primer piso se encuentran las boleterías y un sector destinado al arte y la cultura local.

## Geografía
La ciudad de San Luis está ubicada sobre la ladera del extremo suroeste de las sierras de San Luis. Este cordón serrano se desprende de las sierras pampeanas, y al sur es cruzado el río Chorrillos. La atraviesa un corredor bioceánico, que es la Ruta Nacional 7; otras dos rutas nacionales, la RN 146 y la RN 147; además de las rutas provinciales 3 y 20. Asimismo, cuenta con el Aeropuerto Brigadier Mayor César Raúl Ojeda del cual llegan y salen vuelos a Buenos Aires y San Rafael, Mendoza. La ciudad está ubicada a 711 metros sobre el nivel del mar, posicionándose como la tercera capital con más altura de la Argentina.
Ya que la ciudad está ubicada entre sierras y un río, presenta zonas geográficas altas y bajas, con algunos sectores de barrancas pronunciadas (El bajo). Esto ha llevado a que San Luis tenga algunos problemas a la hora de crecer urbanísticamente.

### Clima
San Luis tiene un clima templado y semiárido.
En el verano los días son calurosos y a veces húmedos, son frecuentes las tormentas eléctricas luego de días de calor agobiante. El invierno tiene días templado-frescos y noches frías. Según la clasificación climática de Koppen el clima de San Luis es de tipo BSk. Con el ingreso de frentes fríos desde el suroeste la temperatura puede descender bruscamente, varias veces en el invierno la temperatura incluso diurna puede que no supere los 2 o 3 grados. La nieve es relativamente común y suele nevar 1 vez por año o cada dos años. En los últimos 10 años se han registrado nevadas en el año 2000, 2001, 2005, 2007, 2008, 2009, 2013, 2016. Durante el año 2010 se registraron 4 nevadas en el centro de la ciudad los días: 15 de julio, 3 de agosto, 2 y 3 de septiembre. En 2013 nevó el 28 de septiembre. Las temperaturas extremas registradas son -13.5 °C y 41.7 °C respectivamente.
En los meses mayo y junio se suele registrar vientos noroeste procedentes de San Juan son masas de aire cálido donde suelen bajar la presión atmosférica, en septiembre y octubre se registran vientos del sur son fuertes ráfagas las cuales pueden durar semanas sin parar.
| Parámetros climáticos promedio de San Luis Aero, SL | Parámetros climáticos promedio de San Luis Aero, SL | Parámetros climáticos promedio de San Luis Aero, SL | Parámetros climáticos promedio de San Luis Aero, SL | Parámetros climáticos promedio de San Luis Aero, SL | Parámetros climáticos promedio de San Luis Aero, SL | Parámetros climáticos promedio de San Luis Aero, SL | Parámetros climáticos promedio de San Luis Aero, SL | Parámetros climáticos promedio de San Luis Aero, SL | Parámetros climáticos promedio de San Luis Aero, SL | Parámetros climáticos promedio de San Luis Aero, SL | Parámetros climáticos promedio de San Luis Aero, SL | Parámetros climáticos promedio de San Luis Aero, SL | Parámetros climáticos promedio de San Luis Aero, SL |
| Mes                                                 | Ene.                                                | Feb.                                                | Mar.                                                | Abr.                                                | May.                                                | Jun.                                                | Jul.                                                | Ago.                                                | Sep.                                                | Oct.                                                | Nov.                                                | Dic.                                                | Anual                                               |
| --------------------------------------------------- | --------------------------------------------------- | --------------------------------------------------- | --------------------------------------------------- | --------------------------------------------------- | --------------------------------------------------- | --------------------------------------------------- | --------------------------------------------------- | --------------------------------------------------- | --------------------------------------------------- | --------------------------------------------------- | --------------------------------------------------- | --------------------------------------------------- | --------------------------------------------------- |
| Temp. máx. abs. (°C)                                | 42.0                                                | 39.0                                                | 36.6                                                | 33.6                                                | 30.7                                                | 27.5                                                | 32.2                                                | 34.6                                                | 37.6                                                | 40.0                                                | 38.0                                                | 41.0                                                | 42.0                                                |
| Temp. máx. media (°C)                               | 31.6                                                | 30.0                                                | 27.6                                                | 23.3                                                | 19.6                                                | 17.1                                                | 16.7                                                | 19.5                                                | 22.4                                                | 25.6                                                | 28.5                                                | 30.8                                                | 24.4                                                |
| Temp. media (°C)                                    | 24.8                                                | 23.2                                                | 21.1                                                | 16.9                                                | 13.2                                                | 10.3                                                | 9.6                                                 | 12.2                                                | 15.3                                                | 18.9                                                | 21.8                                                | 24.0                                                | 17.6                                                |
| Temp. mín. media (°C)                               | 18.3                                                | 17.2                                                | 15.5                                                | 11.8                                                | 8.3                                                 | 5.0                                                 | 4.0                                                 | 6.2                                                 | 9.1                                                 | 12.5                                                | 15.1                                                | 17.3                                                | 11.7                                                |
| Temp. mín. abs. (°C)                                | 7.9                                                 | 6.3                                                 | 2.0                                                 | -1.4                                                | -4.5                                                | -5.0                                                | -8.0                                                | -5.5                                                | -2.6                                                | -0.6                                                | 2.5                                                 | 6.6                                                 | -8.0                                                |
| Precipitación total (mm)                            | 115.3                                               | 112.5                                               | 92.1                                                | 44.8                                                | 18.6                                                | 5.4                                                 | 5.4                                                 | 8.6                                                 | 22.0                                                | 50.1                                                | 87.4                                                | 104.9                                               | 667.0                                               |
| Días de precipitaciones (≥ 1 mm)                    | 9.7                                                 | 8.5                                                 | 7.9                                                 | 5.6                                                 | 3.6                                                 | 1.9                                                 | 2.2                                                 | 2.0                                                 | 3.9                                                 | 6.1                                                 | 8.1                                                 | 9.6                                                 | 69.2                                                |
| Horas de sol                                        | 331.7                                               | 274.4                                               | 257.3                                               | 216.0                                               | 195.3                                               | 189.0                                               | 213.9                                               | 232.5                                               | 243.0                                               | 279.0                                               | 312.0                                               | 341.0                                               | 3102.5                                              |
| Humedad relativa (%)                                | 52.9                                                | 58.1                                                | 62.7                                                | 64.9                                                | 66.2                                                | 62.0                                                | 56.1                                                | 47.6                                                | 45.5                                                | 47.8                                                | 48.5                                                | 49.7                                                | 55.2                                                |
| Fuente: Servicio Meteorológico Nacional             |                                                     |                                                     |                                                     |                                                     |                                                     |                                                     |                                                     |                                                     |                                                     |                                                     |                                                     |                                                     |                                                     |

## Demografía

### Población
Contó con 169 947 habitantes (Indec, 2010), lo que representó un incremento del 11% frente a los 153 222 habitantes (Indec, 2001) del censo anterior. 
Según el censo 2022 la población total del municipio fue de 206 921 personas. En tanto, el número de viviendas registradas fue de 73 330.Estos datos le valieron ser el municipio más poblado de provincia.
Forma parte de la aglomeración del Gran San Luis, la cual detentó 298 414 habitantes (Indec, 2010).

### Salud
En esta ciudad se encuentra el Complejo sanitario San Luis, cuatro hospitales de día, un hospital de salud mental y 26 salas de salud de carácter público distribuidas en toda la ciudad. En 2006 se detectaron alrededor de quince casos de hepatitis A. En 2010, solo nueve.
La ciudad cuenta con la Maternidad Dra. Teresita Baigorria, con un área de internación, laboratorio y las áreas más básicas para su funcionamiento, que cuenta con área quirúrgica, área semi-restringida (circulación), área recuperación de madres, área UTI neonatología, área UTI Adulto de alta complejidad, salas de preparto y enfermería, esterilización, diagnóstico por imágenes, farmacia, administración y exteriores.
En la última "Apertura de sesiones ordinaria", realizada el 1 de abril de 2017, el gobernador Dr. Alberto Rodríguez Saa anunció la construcción del nuevo Hospital San Luis, con un total de 400 camas y el nuevo Hospital Pediátrico, con 100 camas. Este último se construirá sobre Ruta N°3, al lado de la Maternidad Provincial, y el Nuevo Hospital San Luis aún no tiene lugar asignado. Se prevé que se comenzaran a construir en el segundo semestre del año 2017.
En la ciudad de San Luis se atienden entre 2500 y 2.700 partos anuales. Por su parte, para el año 2013 se había logrado una reducción de la mortalidad infantil en un 30,6%.

## Deportes
- Fútbol: los clubes más importantes son el Club Atlético Juventud, que desde 2016 participó en la Primera B Nacional (segunda categoría del fútbol argentino), y que en la actualidad está jugando la Tercera división de fútbol argentino (Federal A); y el Club Sportivo Estudiantes que en 2015 jugó la segunda división de fútbol argentino, en 2018 volvió a jugar el Federal A, en la que todavía está jugando en la tercera división de fútbol Argentino. Su escenario es el Estadio Juan Gilberto Funes.

- Básquet: el club más importante es Gimnasia y Esgrima Pedernera Unidos participante de la Liga Argentina (2.ª categoría del basquetbol argentino). Actualmente se agregaron ligas nuevas en categorías más pequeñas, ligas de U-13, U-15, U-17; U-19 y la Primera, aunque sea toda una liga entre la capital y Villa Mercedes, organizada por FIBA Organizer; actualmente el campeón de la liga U-13 es UNSL (Universidad Nacional de San Luis)

- Pelota a paleta: los hermanos Villegas son Campeones Mundiales de la Especialidad. La ciudad cuenta con un estadio modelo de pelota vasca ubicado en el Parque IV Centenario, considerado único en Sudamérica.[cita requerida]

- Golf: Rafael Echenique (h) ganó en 2007 el Abierto de la República Argentina de Golf. Actualmente se desempeña en el Tour Europeo de la especialidad.

- Atletismo: Matias Larregle es uno de los principales destacados siendo campeón argentino en su categoría y en las disciplinas que emplea.

- Automovilismo: cuenta con el autódromo Rosendo Hernández en la Ciudad de San Luis y un autódromo en Potrero de los Funes, los cuales son sede de los principales eventos del automovilismo nacional

- Escalada deportiva: cuenta con club de escalada El Desplome muy reconocido a nivel nacional. y con tres sectores de escalada en roca muy importantes

- Ciclismo: Club ciclistas Estancia Grande, un club que tiene a su cargo la organización de eventos internacionales como el Tour Femenino de San Luis y La Gran Fondo Nueva York Argentina.

- Yoga: el 16 de junio de 2022, el HCD (Honorable Concejo Deliberante) de la Ciudad de San Luis, ha declarado el Día Internacional del YOGA de Interés Legislativo y Municipal.[6][7] Destacando las técnicas de Hatha Yoga, Vinyasa Yoga, Kundalini Yoga, Bikram Yoga y TATri Yoga. Invitando a través del Concejal Otoniel Pérez Miranda para hablar sobre la Importancia del Yoga en la sociedad, a la creadora de la última técnica destacada, Paramahansa Sadhvi Tridevi Maa,[8] quien ha sido nombrada Ciudadana Ilustre de Potrero de los Funes en el año 2018.[9][10]

## Educación
La ciudad cuenta con un índice de analfabetismo del 2,08%, con una tasa de escolaridad de 43 308 alumnos que concurren a escuelas públicas y 7882 lo hacen en establecimientos privados. San Luis cuenta con centros de estudios terciarios y la sede de la Universidad Nacional de San Luis, la cual recibe a estudiantes del interior provincial y de provincia vecinas como Mendoza, San Juan, La Rioja y La Pampa. Esta universidad cuenta con una radio propia en frecuencia modulada (FM) Radio Universidad; el periodismo y la actualidad son sus temas más comunes. También se encuentra una sede de la Universidad Católica de Cuyo, que ofrece diversas carreras.

## Transporte
- En la ciudad funciona el sistema de transporte TRANSPUNTANO, que cuenta con once líneas (A, BCG, D, E, E1, F, H, I, N, OK norte, OK sur, P, R, T, U), y cubren casi todos los puntos de la misma. A partir del 2013 se incorporó el "boleto estudiantil gratuito", al cual pueden acceder estudiantes de cualquier nivel educativo (Primaria, secundaria, Universidad, Terciario), quienes viajan de forma gratuita los días entre semana (dos viajes por día, o más, depende la actividad de cada estudiante).

- El ministerio de Medio Ambiente lanzó también en el año 2013 el plan "TUBI, mi provincia en bicicleta", destinado a generar un cambio hacia una sociedad más sustentable e inclusiva, con el propósito de incentivar el uso del transporte limpio y la práctica de deportes al aire libre; promover el cuidado del medio ambiente, establecer estilos de vida saludable, otorgar amplios beneficios a la salud física y psíquica, fomentar la autonomía y la integración social, en todos sus niveles a través del uso de la bicicleta como medio de locomoción. El Poder Ejecutivo Provincial implementa la entrega de bicicletas a los alumnos de los distintos establecimientos educativos públicos, privados y digitales de la provincia. En el año 2014 también se entregan bicicletas a estudiantes universitarios de primer año. Acompañando la entrega de bicicletas, se construyen ciclovías en toda la provincia.

- Por la ciudad circulan una gran cantidad de taxis.

## Medios de comunicación

### Televisión
La capital sanluiseña cuenta con dos canales de aire:
- Canal 10 Popular TV
- Canal 13

Y también tres empresas por cables, dos de ellas fusionadas:
- TVC Puntana
- Carolina Cable Color
- San Luis CTV

### Radios AM/FM
- RADIO POPULAR SAN LUIS (FM 98.5 / 93.3 / 94.7)
- LAFINUR FM RADIO (96.3)
- Dimensión (AM 940 kHz/FM 102.7 MHz)
- Radio Nacional San Luis (AM 1170 kHz/FM 96.7 MHz)
- La Voz (FM 87.9 MHz)
- Puntana (FM 88.5 MHz)
- Rock & Blues (FM 88.7 MHz)
- H2O (FM 89.3 MHz)
- Líder (FM 89.9 MHz)
- Red Aleluya San Luis (FM 90.3 MHz)
- Lafinur (FM 90.9 MHz)
- Nuestra (FM 91.1 MHz)
- CNN Radio San Luis (FM 91.5 MHz)
- Radio 10 San Luis (FM 91.7 MHz)
- Estación XLW (FM 92.1 MHz)
- Masi (FM 92.7 MHz)
- Pop San Luis (FM 92.9 MHz)
- Serrana (FM 93.3 MHz)
- Del Plata San Luis (FM 93.7 MHz)
- Continental San Luis (FM 94.1 MHz)
- La 100 San Luis (FM 95.1 MHz)
- Los 40 San Luis (FM 95.9 MHz)
- Cristiandad (FM 97.1 MHz)
- Universidad (FM 97.9 MHz)
- Ciudad (FM 98.9 MHz)
- Mega San Luis (FM 99.5 MHz)
- Frecuencia Romántica (FM 99.7 MHz)
- La Red San Luis/Splendid San Luis (FM 100.1 MHz)
- Libre (FM 100.3 MHz)
- Tour (FM 100.7 MHz)
- Digital (FM 101.1 MHz)
- Siempre (FM 101.5 MHz)
- Cadena 3 San Luis (FM 102.3 MHz)
- Industrial (FM 103.5 MHz)
- Rivadavia San Luis (FM 103.7 MHz)
- Vorterix San Luis (FM 103.9 MHz)
- Radio AM 750 San Luis (FM 104.1 MHz)
- Sol (FM 105.1 MHz)
- La Mix (FM 105.3 MHz)
- Allegra (FM 106.1 FM)
- Más (FM 106.7 MHz)
- Rock & Pop San Luis (FM 106.9 MHz)
- Time (FM 107.3 MHz)
- Activa (FM 107.5 MHz)
- Urbana (FM 107.7 MHz)
- Tropical Latina (FM 107.9 MHz)

### Diarios
- Radio Popular San Luis  Fundado el 20 de junio de 1989 - Perteneciente a Basilio Novello y Cristina Fuentes.
- El Diario de San Luis(refundado en 2010 - perteneciente a MMG - MULTIMEDIO GROUP SAS)
- La Opinión (fundado el 16 de marzo de 1913)
- El Diario de la República (fundado el 2 de mayo de 1966)
- Periodistas en la red (fundado el 20 de febrero de 2004)
- El Chorrillero
- San Luis Real
- El Puntano
- La Gaceta San Luis
- San Luis 24

## Turismo
La ciudad funciona como un atractivo turístico con un importante número de hoteles y constituye un centro de distribución hacia los destinos turísticos serranos, que se encuentran a 19 km del centro.

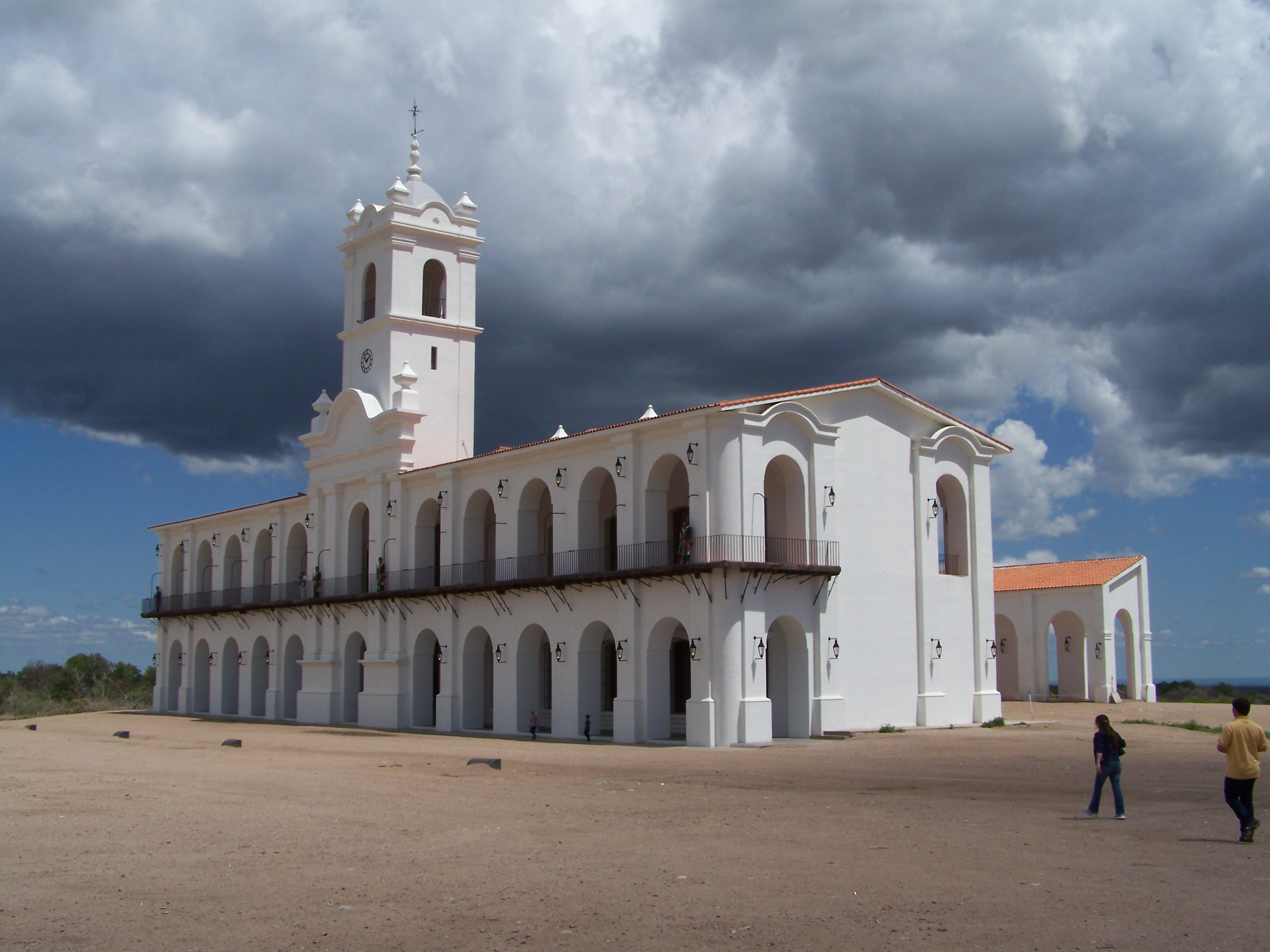
Réplica del Cabildo, ubicado en La Punta (San Luis).

El microcentro tiene un estilo colonial español de veredas, calles angostas y edificios de dos plantas. Se puede observar la exestación de tren del ferrocarril que unía las ciudades de Buenos Aires con Mendoza, construida en el año 1882 en estilo neoclásico francés, que convive con modernas construcciones en torre de varias plantas. Existen tres museos, teatros en los cuales se presentan obras nacionales y provinciales, ocho salas de cine ubicadas en el centro comercial de la ciudad, numerosos restaurantes y una movida nocturna con discotecas, bares, pubs y casinos.
Sus plazas principales son la Plaza Pringles en el corazón de la ciudad, la Plaza Independencia en el antiguo casco histórico, la Plaza del Carmen,  la Plaza Halcones del Cielo y la Plaza del Cerro, que ofrece un mirador panorámico. El Parque de las Naciones, el Parque IV Centenario y el Parque La Cerámica son sus espacios verdes más importantes, destinados a la recreación, el descanso y el deporte.

## Casco céntrico
1. Oficina de Información Turística: ubicada en la tradicional esquina de Av. Illia y Junín, es el punto de partida de un recorrido para conocer los atractivos del casco céntrico y sede del Ministerio de Turismo y Parques de San Luis.
2. Colegio Nacional Juan Crisóstomo Lafinur: es un edificio del año 1869, declarado patrimonio cultural, con detalles Liberty y aplicaciones Art Noveau.
3. Plaza Juan Pascual Pringles: lleva el nombre del héroe puntano que luchó por la independencia, y el corazón de la ciudad de San Luis.
4. Escuela Normal de Niñas Paula Domínguez de Bazán: construida a fines del siglo XIX, tiene tendencia neoclásica italianizante con dos escaleras laterales, rejas  en herrería artística y patio interno donde se encuentra un aljibe francés.
5. Iglesia Catedral: comenzada en 1883 y finalizada en 1944. Su frente es neoclásico y posee un frontispicio triangular sostenido por seis columnas que representa la vida de San Luis Rey de Francia, patrono de la provincia.
6. Peatonal Rivadavia: son dos cuadras de propuestas comerciales, bares y restaurantes.
7. Concejo Deliberante: casona de influencia italianizante y primera vivienda de dos plantas que se edificó en la ciudad.
8. Museo Dora Ochoa de Masramón: desde hace más de 50 años resguarda la identidad y los testimonios del pasado puntano.
9. Antigua Casa de Gobierno: edificio palaciego del año 1913, de estilo ecléctico con fachadas historicistas muy ornamentadas y grandes patios.
10. Plaza Independencia: fue la Plaza Mayor o Plaza de Armas de la antigua población colonial. La estatua de San Martín indica con su dedo índice hacia Las Chacras, campamento donde reclutó soldados de la provincia para las campañas libertadoras de Chile y Perú.
11. Antiguo Templo de Santo Domingo: es el edificio más antiguo de la ciudad. Se destaca su puerta histórica de algarrobo y sus gruesos muros de un metro de espesor.
12. Casa de las Culturas: está dedicada al desarrollo integral del arte y compuesto por salas para exposiciones y el dictado de talleres de pintura, escultura, fotografía, cine, video, música y danza.
13. MUHSAL (Museo Histórico de San Luis): narra la historia de la provincia, apelando a la experiencia sensorial y la emoción, a través de novedosos recursos audiovisuales.

## Parque de las Naciones
Este parque urbano zonal nació con la idea de revalorizar y volver a poner en función el ex Parque Centenario, sitio que albergó también la ex Chacra Experimental Agronómica. Con su apertura, se cumplió con el objetivo de darle a la población de San Luis un espacio  para mejorar su calidad de vida, dentro de un enfoque de valor paisajístico. 
En sus 22 hectáreas conserva flora autóctona y exótica, además de brindar espacios para el descanso, la recreación y el deporte. Desde el año 2018 cuenta con pistas para la práctica de parkour, skate, BMX, calistenia, sitio para slackline y palestra para escalada.
En el año 1910, el intendente Eduardo Daract, recibe en donación de los herederos de la familia Luco, un terreno de 30 hectáreas, destinado a la construcción de un parque recreo. Con motivo del Centenario de la Revolución de Mayo, se encarga al arquitecto Charles Thays, el proyecto del denominado Parque Centenario, fijándose el día 16 de mayo de 1910 su inauguración. En 1990 se sancionó la Ley N° 4882 de creación del Parque de las Naciones, que promueve la recuperación del predio como parque urbano, es decir como espacio verde público. En 1991, se promueve su recuperación y puesta en valor a través de la Ley de creación. En 1992, se llama a Concurso Nacional de “Ideas Parque de las Naciones”, para la construcción del parque. En 1993 se contratan a los arquitectos Ian Durati y Esteban Bondone, ganadores el concurso de ideas, y se inician las obras correspondientes. En 1994, en conmemoración de los 400 años de la fundación de San Luis, el parque queda inaugurado.  

## Otros parques destacados
Parque IV Centenario: en la zona sur de la ciudad de San Luis y siguiendo el cauce del Río Seco, se extiende este espacio verde que cuenta con canchas de fútbol, pistas de atletismo, juegos infantiles, espacio activo, estacionamiento, baños, anfiteatro y asadores. 
Parque La Cerámica: ubicado hacia el oeste de la ciudad,  tiene una extensión de 2 hectáreas y media. El lugar posee estaciones recreativas con juegos infantiles, canchas de fútbol, vóley, básquet y balonmano, una pista de skate, BMX, ciclovía y senda peatonal.
Plaza del Cerro: en el sector este y con una privilegiada vista panorámica hacia las sierras y la ciudad de San Luis, se encuentra esta plaza que cubre la superficie total de un cerro de baja altura. En la cima se ubican un grupo escultórico de cilindros y tótems dispuestos circularmente, además brinda anfiteatro, escalera principal, juegos inclusivos y bancos.

## Cine
«San Luis cine» es un programa dependiente del «Ministerio de Turismo de Las Culturas y Deportes», del Gobierno de la provincia de San Luis, ubicado en la ciudad de La Punta, y dedicado a impulsar y facilitar el desarrollo de la Industria Cinematográfica, gestionando los recursos económicos y coordinando los servicios que la provincia brinda a la actividad audiovisual. Ya ha realizado más de 40 largometrajes y más de 60 cortometrajes.

## Parroquias de la Iglesia católica en San Luis
| Diócesis   | San Luis |
| ---------- | --- |
| Parroquias | Catedral Inmaculada Concepción, Santuario Nuestra Señora del Rosario del Trono, Inmaculado Corazón de María, María Auxiliadora, Nuestra Señora de Guadalupe, Nuestra Señora de Fátima, Nuestra Señora de la Medalla Milagrosa, Nuestra Señora de la Consolación, Nuestra Señora de la Merced, Nuestra Señora de Luján, Nuestra Señora del Valle, Nuestra Señora del Carmen, Sagrado Corazón de Jesús, San Charbel, San Luis Rey, San Roque, Santa Lucía |